# Iperenore
Nella mitologia greca, Iperenore è un abile guerriero troiano di cui racconta Omero nell'Iliade.

## Il mito
Durante la guerra di Troia Iperenore, figlio di Panto e Frontide, insultò Menelao affermando che era il peggior combattente di tutti gli achei, e l'Atride lo uccise. La sua morte rese vedova la moglie, da poco sposata, e gettò nello sconforto i genitori.

## Interpretazione e realtà storica
Durante il racconto viene descritto di come la sua anima lasciò il corpo, ma all'epoca non si dava un valore dell'anima in quanto esistenza pensante ma soltanto di forma vitale, aveva qui il termine collegato anche all'ultimo alito di vita un organo parte del corpo, parte della persona.
In realtà ad offendere Menelao era stato Euforbo, il fratello di Iperenore, ma dato il significato del nome (arrogante) sembra giocare un doppio ruolo. Omero era solito fornire un significato ai nomi dei protagonisti dell'opera che ben delineavano il carattere, come se i nomi li avesse inventati per adeguarli alle persone.

## Curiosità
- A Iperenore è intitolato l'asteroide troiano 18228 Hyperenor.

### Fonti
- Omero, Iliade XIV 516, XVII 24

### Traduzione delle fonti
- Omero, Iliade, quinta edizione, Bergamo, BUR, 2005, ISBN 88-17-17273-1. Traduzione di Giovanni Cerri